# Леки крайцери тип „Честър“
Честър (на английски: Chester) са тип леки крайцери на ВМС на САЩ от времето на Първата световна война. Всичко от проекта за флота са построени 3 единици: „Честър“ (на английски: USS Chester (CL-1)), „Бирмингам“ (на английски: USS Birmingham (CL-2)) и „Сейлъм“ (на английски: USS Salem (CL-3)). Първите леки крайцери на флота на САЩ, първоначално са класифицирани като крайцери-скаути. Отличават се с крайно слабо въоръжение и недостатъчна скорост. Първите два крайцера на серията са първите турбинни кораби в американския флот.

## Служба
- „USS Chester (CL-1)“ – заложен на 25 ноември 1905 г., спуснат на вода на 26 юни 1907 г., влиза в строй на 25 април 1908 г.
- „USS Birmingham (CL-2)“ – заложен на 14 август 1905 г., спуснат на вода на 29 май 1907 г., влиза в строй на 11 април 1908 г.
- „USS Salem (CL-3)“ – заложен на 28 август 1905 г., спуснат на вода на 27 юли 1907 г., влиза в строй на 1 август 1908 г.

## Коментари
1. ↑  Всички данни са приведени към момента на влизането в строй.
2. ↑  Буквите показват принадлежността към определен класː ВВ – линкор, СС, CL, СА – съответно линеен, лек или тежък крайцер, CV – самолетоносач, DD – разрушител, SS – подводница и т.н.